# 圣利夫尔
圣利夫尔（法語：Saint-Livres）是瑞士联邦西部法语区的沃州下设的一个镇。在行政上属于莫尔日区管辖。圣利夫尔的总面积为8.12平方公里。截至2010年底，总人口为608。